# Manuel María Garrido
Manuel María Garrido Páez (nacido y fallecido en Venezuela, en fechas desconocidas del siglo XIX) fue un militar venezolano. Mayor general del Ejército Libertador cubano.

## Biografía
Manuel María Garrido Páez nació en Venezuela, en una fecha desconocida del siglo XIX. Militar de carrera, fue General de División del ejército de su país. 
El 10 de octubre de 1868 estalló la Guerra de los Diez Años (1868-1878), primera guerra por la independencia de Cuba. 
Durante dicha guerra, arribaron a Cuba por mar varias expediciones armadas de cubanos y extranjeros. El General Garrido llegó a Cuba, el 21 de junio de 1871, en la primera expedición del Vapor “Virginius”, por la costa sur de Oriente. 
Tras esto, Garrido fue nombrado Mayor general del Ejército Libertador cubano y designado Jefe del Distrito de Bayamo. 
Sin embargo, en marzo de 1872, el General Garrido renunció a su cargo, pues se había comprometido sólo temporalmente a participar en la guerra. Tras más de un año de espera, Garrido consigue embarcar de regreso a su país, en julio de 1873. 
Delicado de salud, falleció en Caracas, capital de su país, Venezuela, en fecha desconocida. 